# LiSA
LiSA（リサ、1987年〈昭和62年〉6月24日 - ）は、日本の女性歌手、シンガーソングライター。本名（出生名）、織部 里沙（おりべ りさ）。
岐阜県関市出身。富田高等学校卒業。
所属事務所はソニー・ミュージックアーティスツ。所属レーベルはSACRA MUSIC。オリジナルブランドは「YAEVA MUSiC」。夫は声優・歌手の鈴木達央。1児の母。
2019年4月に先行フル配信された「紅蓮華」が、2019年に配信された女性ソロアーティスト楽曲として初めて30万ダウンロードを突破。2020年7月には100万ダウンロードを超え、自身初となるミリオン配信を獲得した。また、オリコンチャートのシングル部門では平成最後と令和最初のウィークリー1位を獲得している。

## 来歴
血液型B型。
富田高等学校卒業。

### 学生時代
母親の影響で3歳からピアノを習っていた。幼稚園年長組の時、人見知りを直そうと母親が地元のミュージカル教室に通わせた。習い事は他にもしていたがミュージカルが一番楽しく、歌うことが好きになり、小学校中学年の頃には、テレビでSPEEDが格好良く歌い踊る姿に憧れを抱き、小学5年生の時に「沖縄アクターズスクール」のオーディションに合格。以降、沖縄の母親の知人宅に身を預けてレッスンに励むも、中2で岐阜に帰郷。
中学2年生の時、バンドをやっていた3年生の先輩達から卒業ライブでのボーカルを頼まれ、ロックなど全く知らなかったが、聴かせてもらったアヴリル・ラヴィーンが物凄く格好良く思えた。メンバーの自宅の蔵にある防音室で、一緒に練習を重ねた。卒業ライブでアヴリル・ラヴィーン、LOVE PSYCHEDELICO、EGO-WRAPPIN'などを披露した。

### インディーズ時代
- 2005年、高校を卒業してすぐに新しいポップパンクバンド「CHUCKY」を結成し、ボーカルとして活動する[20]。
- 2008年、上京し、インディーズパンク・ロックバンド「Parking Out」と共にロックバンド「Love is Same All」を結成、ボーカルとして活動[21]。ボーカルLiSAが独立してメジャーデビューするために活動を終了する。

### メジャーデビュー（Girls Dead Monster）
- 2010年、テレビアニメ『Angel Beats!』の作中バンド「Girls Dead Monster」の2代目ボーカル・ユイ役の歌唱パート[22]（声優は喜多村英梨）に抜擢され、「LiSA」名義でメジャーデビュー。
- 2010年春から夏にかけて、ライブツアー「Keep The Angel Beats!」を開催。
- 2010年12月27日、ライブ「Girls Dead Monster　Last Live -Final Operation」をもって活動を終える。

### ソロデビュー（LiSA）

#### 歌手活動
2011年

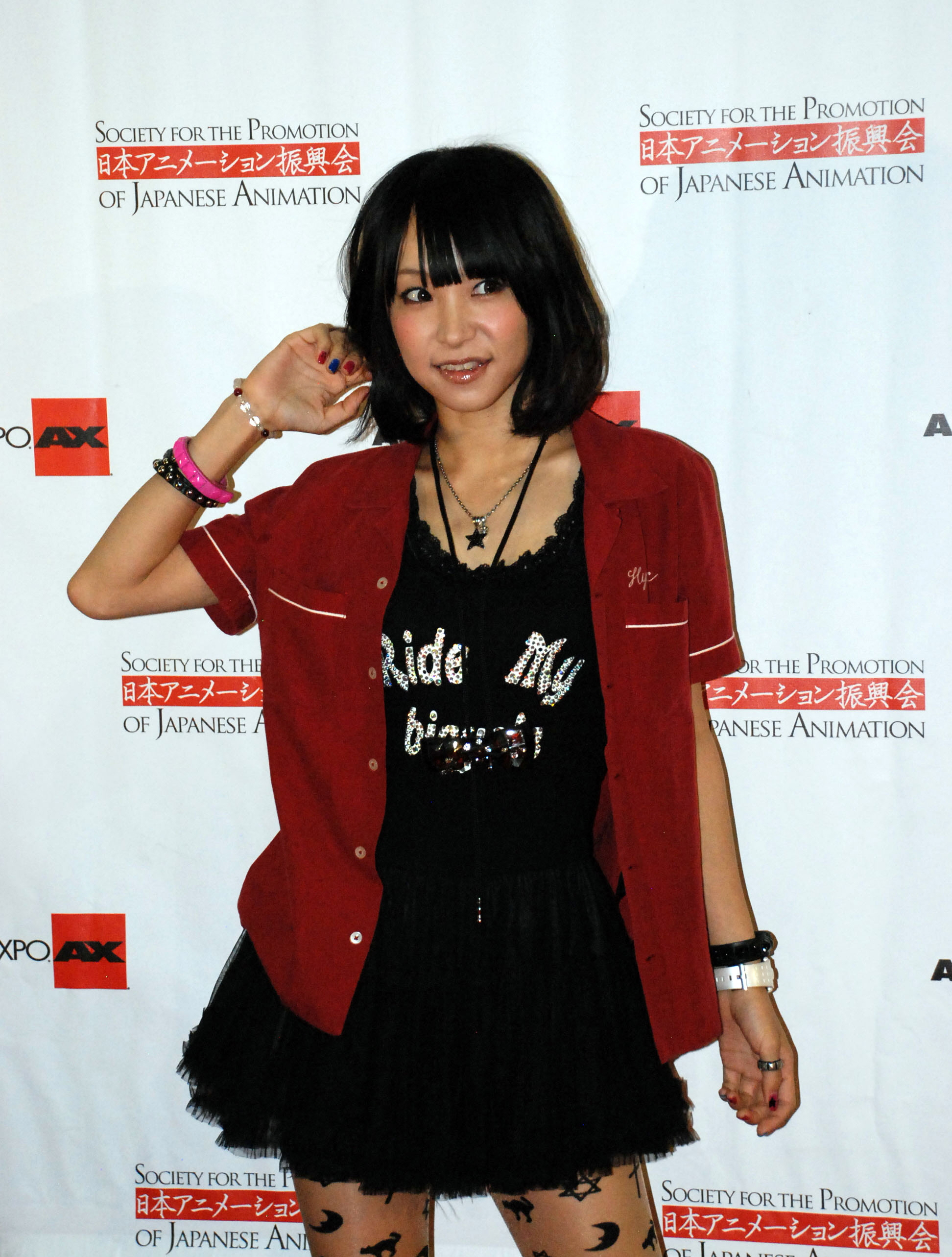
2012年アニメ・エキスポ

- 2月13日、初のファンクラブイベント「リアルLiSAッ子祭」を原宿アストロホールで開催。
- 4月20日、アニプレックスより自身の名義「LiSA」で1stミニアルバム『Letters to U』をリリースし、ソロデビュー。
  - それに伴い、初のライブツアー「LiVE is Smile Always〜Letters to U〜」を開催。

- 11月23日、デビューマキシシングル「oath sign」をリリース。初のオリコン週間5位。
- 12月、東京・渋谷公会堂で初の単独ワンマンライブ「LiVE is Smile Always〜peace sign〜」を開催。2,000人を動員。

2012年
- 2月22日、初となる1stフルアルバム『LOVER"S"MiLE』をリリース。
  - それに伴い、2012年4月30日に東京・日比谷野外大音楽堂 でワンマンライブ「LiVE is Smile Always〜LOVER“S”MiLE〜」を開催。2500人を動員。

- 8月8日、2ndマキシシングル「crossing field」をリリース。オリコン週間5位。
- 12月23日、東京・ Zepp Tokyo でワンマンライブ「LiVE is Smile Always〜LiSANTALAND〜」を開催。2700人を動員。

2013年
- 4月3日、初のノンタイアップとなる3rdマキシシングル「best day, best way」をリリース。オリコン週間6位。
  - それに伴い、「LiVE is Smile Always〜best day, best way〜」を開催。

- 8月7日、4thマキシシングル「träumerei」をリリース。
- 10月30日、2ndフルアルバム『LANDSPACE』をリリース。オリコン週間2位。
  - それに伴い、ライブツアー「LiVE is Smile Always〜LANDSPACE〜」を開催。

2014年
- 1月3日、東京・日本武道館でワンマンライブ「LiVE is Smile Always 〜今日もいい日だっ〜」を開催。8,000人を動員。
- 5月7日、5thマキシシングル「Rising Hope」をリリース。オリコン週間4位。
- 7月20日、山梨・富士急ハイランド・コニファーフォレストでライブ「LiVE is Smile Always 〜LiSAMMERLAND〜」を開催。
- 9月17日、初の両A面となるノンタイアップ 6thマキシシングル「BRiGHT FLiGHT/L.Miranic」をリリース。
- 12月10日、7thマキシシングル「シルシ」をリリース。オリコン週間3位。

2015年
- 1月10、11日に東京・日本武道館にてワンマンライブ2DAYS「LiVE is Smile Always〜PiNK＆BLACK〜」を開催。2日間で18,000人を動員。
- 3月4日に3rdフルアルバム『Launcher』をリリース。オリコン週間3位。
  - それに伴い、ライブツアー「LiVE is Smile Always〜Launcher〜」を開催。

- 5月8日、テレビ朝日系音楽番組「ミュージックステーション」に藍井エイルとともに出演し、「Rising Hope」を披露。自身初の地上波音楽番組への出演となる。
- 5月27日、8thマキシシングル「Rally Go Round」をリリース。
- 春〜夏にかけて、初の海外ライブツアー「LiVE is Smile Always〜ASIA2015〜」を開催。
- 9月30日、9thマキシシングル「Empty MERMAiD」をリリース。
- 12月23日、千葉・幕張メッセ国際展示場でワンマンライブ「LiVE is Smile Always〜メガスピーカー〜」を開催。1万5000人を動員。

2016年
- 4月20日、2ndミニアルバム『LUCKY Hi FiVE!』をリリース。オリコン週間4位。
  - それに伴い、ライブツアー「LiVE is Smile Always〜Hi! FiVE〜」を開催。

- 8月24日、10thマキシシングル「Brave Freak Out」をリリース。オリコン週間9位。
- 11月26日・27日、神奈川・横浜アリーナでライブ「LiVE is Smile Always〜NEVER ENDiNG GLORY〜」を開催。2日間で約25,000人を動員。

2017年
- 2月15日、11thマキシシングル「Catch the Moment」をリリース。オリコン週間4位。
- 2月24日、テレビ朝日系音楽番組「ミュージックステーション」にソロで初出演し、「Catch the Moment」を披露。Mステへ初のソロでの出演となる。
- 4月1日、新レーベル SACRA MUSIC に所属する。
- 5月19日、テレビ朝日系音楽番組「ミュージックステーション」に出演し、「Catch the Moment」「Rally Go Round」「Brave Freak Out」の3曲を披露。
- 5月24日、4thフルアルバム『LiTTLE DEViL PARADE』をリリース。オリコン週間4位。
  - それに伴い、初のアリーナツアー「LiVE is Smile Always〜LiTTLE DEViL PARADE〜」を開催。
  - その後、ホールツアー「LiVE is Smile Always〜LiTTLE DEViL PARADE〜「そしてパレードは続く」」を開催。

- 8月2日、12thマキシシングル「だってアタシのヒーロー。」をリリース。オリコン週間7位。
- 11月29日、13thマキシシングル「ASH」をリリース。オリコン週間5位。

2018年
- 5月9日、自身初のベストアルバム『LiSA BEST -Day-』『LiSA BEST -Way-』をリリース。
  - 『-Way-』でシングルとアルバム通じて自身のソロデビュー以来初となるオリコン週間1位を獲得。さらに『-Day-』も週間2位に入ったことでグループを含む女性アーティストとしては史上4組目のベスト盤での1・2位独占も達成した。

- 12月12日、14thマキシシングル「赤い罠(who loves it?)/ADAMAS」をリリース。

2019年
- 7月3日、15thマキシシングル「紅蓮華」をリリース。
- 11月14日、『第70回NHK紅白歌合戦』への出場が発表される。自身初の出場となる。
- 12月11日、16thマキシシングル「unlasting」をリリース。

2020年
- 2月28日、ゴールドディスク大賞 配信楽曲賞“ベスト5ソング・バイ・ダウンロード”を受賞。
- 10月14日、17thマキシシングル「炎」と5thフルアルバム『LEO-NiNE』を同時リリース。
  - 「炎」で自身初のオリコンシングルチャート1位を獲得しただけでなく、「LEO-NiNE」も自身2度目のアルバムチャート1位に入り、令和初のシングル・アルバム同時1位を達成した。また、「炎」ではデジタルシングル（単曲）、ストリーミング、合算シングル、「LEO-NiNE」ではデジタルアルバム、合算アルバムの各チャートでも1位となり、オリコン週間音楽ランキング史上最多となる7冠を達成、Billboard JAPANでも、同チャートが公開されてから史上初となる、Japan Hot 100とJapan Hot Albumsの両総合チャート1位を獲得している。10月11日には『劇場版 鬼滅の刃 無限列車編』の全国公開記念として、東京スカイツリー点灯式に花江夏樹、松岡禎丞、鬼頭明里らとともに出席し、「炎」の曲とともにライトアップが行われた。

- 11月16日、『第71回NHK紅白歌合戦』への出場が発表された。前年に引き続き2度目の出場となる。　
- 12月30日、17thマキシシングル「炎」で第62回日本レコード大賞を受賞。

2021年
- 1月13日、18thマキシシングル「dawn」をリリース。
- 5月19日、ソロデビュー10周年を記念したミニアルバム『LADYBUG』をリリース。
  - それに伴い、およそ2年ぶりとなる全国・有観客ツアー「LiVE is Smile Always〜LADYBUG〜」を開催。

- 5月21日、テレビ朝日系音楽番組「ミュージックステーション」のVTR企画内でサブスクリプションの総合再生回数が15億回を越えていることが発表された。
- 8月4日、自身の公式サイトにて、心身疲労により一部の活動を休止し、静養することを発表した。また、これに伴い、同月7日・8日に開催予定であった、全国アリーナツアー「LiVE is Smile Always〜LADYBUG〜」のマリンメッセ福岡公演の中止も併せて発表された。
- 8月28日、同日開催のアリーナツアー・真駒内セキスイハイムアイスアリーナ公演より活動を再開。
- 9月8日、19thマキシシングル『HADASHi NO STEP』をリリース。
- 10月15日、配信シングル『往け』をリリース。
  - 同曲はAyase (ex.YOASOBI) を作曲に迎え、劇場版「ソードアート・オンライン -プログレッシブ- 星なき夜のアリア」の主題歌に起用。これでテレビアニメと併せ計7曲を担当している。

- 11月27日、20thマキシシングル『明け星/白銀』をリリース。
  - 両曲共にテレビアニメ「鬼滅の刃 無限列車編」として書き下ろされ、梶浦由記がプロデューサーを担当している。

- 12月31日、自身3度目となる第72回NHK紅白歌合戦に出場。初のトップバッターを飾り「明け星」を歌唱した。

2022年
- 4月5日、デビュー10周年の締めくくりとして行われた単発公演「LiVE is Smile Always〜Eve&Birth〜」を開催。
  - 4月5日・6日、28日のホール公演を「the Eve」、4月19日・20日の武道館公演を「the Birth」と題して即行。

- 5月31日、カバヤ食品「ピュアラルグミ」のアンバサダーに任命。翌日の6月1日に、この為に書き下ろした新曲『シフクノトキ』を配信リリース。
- 6月24日（自身の誕生日）、秋より放送されるABEMA・テレビ朝日 共同制作によるスポーツ番組「FIFA ワールドカップ カタール 2022」のテーマソングとして『一斉ノ喝采』を担当。
- 9月13日、およそ2年半ぶりとなるオリジナル・フルアルバム『LANDER』を11月16日にリリースされる旨を発表。同日には新曲「NEW ME」を先行配信としてリリース。
  - それに伴い、およそ4年ぶりの全国ホールツアー『LiVE is Smile Always〜LANDER〜』を2023年9月から12月まで開催された。

2024年
- 4月12日に発表された「オリコン令和ランキング（令和元年～5年）」の「作品別売上数部門」の「デジタルシングル(単曲)ランキング」では「紅蓮華」が期間内146.9万ダウンロードで1位。同ランキングで女性アーティスト唯一の100万DL超えを達成。
- 4月19 - 20日、デビュー13周年を記念して東京・日本武道館において単発ライブ『LiVE is Smile Always〜i SCREAM〜』を開催。
  - 20日（最終日）のアンコール内にて、およそ3年ぶりとなる全国アリーナツアー『ソニー銀行 presents LiSA LiVE is Smile Always〜COCKTAiL PARTY〜 [SWEET&SOUR]』を9月から12月まで開催予定。1日目を「SWEET」、2日目を「SOUR」と題した公演で行われる。

- 6月1日から7月20日まで、約6年ぶりとなるアジアツアー『LiSA LiVE is Smile Always 〜ASiA TOUR 2024〜』を全5公演開催。約4万人を動員した。
- 9月14日から12月15日まで、3年ぶりとなるアリーナツアー『LiSA LiVE is Smile Always～COCKTAiL PARTY～ SWEET & SOUR』を開催。

#### その他の活動
- 2015年、映画『ミニオンズ』で初めて登場キャラクターの吹き替えを行う。
- 2016年6月 - 2017年3月、古坂大魔王&LiSAのカツアゲ!（AbemaTV）で レギュラー番組を持つ。
- 2017年4月、LiSAオリジナルブランド「YAEVA MUSiC」を設立[11]。
- 2018年9月28日、YAEVA MUSiC主催のオーディションの開催を発表。ソニー・ミュージックアーティスツとSACRA MUSICが合同で運営をする。
- 2020年9月28日、アパレルブランド「ROY reflect overjoy（ロイ リフレクト オーバージョイ）」を設立、ブランドプロデューサーを務めることを発表。時代、性別、年齢にとらわれないボーダーレスなストリートパンクスタイルをコンセプトとしている。同年10月22日よりファーストコレクションを販売開始[45]。
- 2021年2月9日、「第62回輝く!日本レコード大賞」レコード大賞受賞の功績により、出身地の岐阜県関市から、市民栄誉賞が贈られる[3][46]。
- 2024年3月9日から29日まで、ソニーのミラーレスカメラ「α7C II」を用いて、全国ツアーで訪れた各地でLiSAが撮影した写真を本人のコメント共に展示する写真展『α7C II × LiSA “HiKARi”展』を名古屋・福岡・札幌・大阪のソニーストアで開催。（名古屋・福岡は3月9日から14日、札幌・大阪は3月23日から29日まで開催）[47]

## 音楽

### 音楽性
ソロデビュー後に発表した楽曲の半数以上はLiSA自身が作詞を手掛けている。また、「Believe in myself」「winding road」「君にピエロ」など一部楽曲では作曲も行っている。LiSA本人が「私にしか出来ないことをやりたい」「他の人の色に染められたくない」という気持ちがあり、「自分のやりたいことを伝えるためには、自分で作らなくちゃいけない」と語っている。
シングルでは、アニメのタイアップ曲が多く、特に「oath sign」（Fate/Zero）、「Rising Hope」（魔法科高校の劣等生）、「crossing field」「シルシ」「Catch the Moment」「ADAMAS」（ソードアート・オンライン）、「紅蓮華」「炎」（鬼滅の刃）が有名で、それぞれLiSAの代表曲となっている。ソードアート・オンラインについてはデビュー直後から10年間にわたってタイアップを続けてきた。また、初のノンタイアップ曲「best day,best way」もライブで歌われる頻度が多い代表曲の一つである。
アルバム曲ではノンタイアップも含んだ全体的にアップテンポな曲が多い。
同事務所に所属のUNISON SQUARE GARDENとも交流があり、彼らのことは「先輩」と呼んでいる。なお、UNISON SQUARE GARDEN の田淵智也からはRising HopeやCatch the Momentなど複数の曲を提供されている。

#### 楽曲提供者・アレンジャー
LiSAに多くの楽曲の提供及びアレンジを手掛けている音楽家。
- akkin
- 江口亮（la la larks、Stereo Fabrication of Youth）
- eba
- 草野華余子（ex.カヨコ）
- 小南泰葉
- 田淵智也（UNISON SQUARE GARDEN、Q-MHz、THE KEBABS）
- 野間康介（agehasprings）
- PABLO（Pay money To my Pain）
- 古屋真
- 堀江晶太（PENGUIN RESEARCH）
- やしきん

### ライブ
LiSA自身がライブが大好きで、ワンマンライブ・フェスティバル・対バンライブ等、数多くのライブに出演経験がある。『大きな箱（ホール）も小さな箱（ライブハウス）も楽しみたい』とライブで語ることが多い。
ライブではオーディエンスを煽り巻き込むパワフルなライブパフォーマンスが定評で、コール＆レスポンスや振り付けを客席へ煽る事が多い。
ライブパフォーマンスでは一部の楽曲において、LiSA自身が作った遊びや振り付けがありライブ時にたびたび披露されることがある。例としては、「エスケープゲーム」という楽曲では曲中で会場を2つに区分して競うゲームが生まれた。「WiLD CANDY」(1stアルバム収録曲)、「say my nameの片想い」(2ndアルバム収録曲)、「エレクトリリカル」(3rdアルバム収録曲)、「Merry Hurry Berry」(11thシングルカップリング曲)、「スパイシーワールド」(14thシングルカップリング曲)、「ノンノン」(3rdミニアルバム収録曲)では曲独特の振り付けが存在する。他の曲でも独特のコールをLiSAッ子（ファン）に要求するコール＆レスポンスが数多く存在する。
ライブ曲では、LiSAソロデビュー後も「Girls Dead Monster」の曲を、ごくまれに歌う事がある。また、ファンクラブイベントの「リアルLiSAッ子祭」ではLiSAッ子（ファン）から歌ってほしい曲を募集し選曲する。
ライブ中に、ギターの演奏や鍵盤ハーモニカの演奏を行うこともある。ギターは未経験だったが練習して一部の曲で披露できるようになった。また、ダンスは中学生時代に本格的にやっていた経験もあり、一部の曲ではライブでダンサーと共に踊る姿を披露している。
2011年ソロデビューからのバンドメンバーを「らーメンズ」、2016年4月からのバンドメンバーを「にゅーメンズ」と呼ぶ。特にメンバーの高慶"CO-K"卓史とはリリースイベントでもギターでの出演が多く、仲が良い。
LiSAはソロアーティストのため、バンドメンバーはLiSA専属ではなく、あくまでサポートバンドである。

### サポートバンド

#### らーメンズ
LiSAのライブ時のサポートバンド。命名の由来はLiSAがラーメンが好きだから。LiSAのSNSにも度々登場している。3rdシングル「best day,best way」では初めてMVにも登場した。
- 高慶"CO-K"卓史（ギター）
  - アコースティックライブを行う際は、高慶"CO-K"卓史がギター担当として同行する。LiSAの楽曲のレコーディングメンバーの一人でもある。LiSAのSNSに載る写真ではよく変顔をしている。ゲーム「スプラトゥーン」内で使用されている楽曲のレコーディングにも参加している。音楽スクール「慶音塾」では塾長を務めている。
- THE ODGE（岡部雄貴）（ギター）
  - フーファイターズのデイヴ・クロールになるといって髭を伸ばしていた。ロックバンド「Response」のメンバーでもある。ホテルでLiSAが水着姿で話しかけて、視線に困ったというエピソードがライブで暴露された。
- うのちゃん（宇野剛史）（ベース）
  - 元ART-SCHOOL。ロックバンド「QUADRANGLE」「GOLIATH」や「Poet-type.M」などでもベースを担当している他、JUJUやSuperflyの「Superfly BEST」の収録曲「Bi-Li-Li Emotion」のMVにもベース担当で参加している。LiSA曰く、キングを「新幹線に乗る時は靴を脱がなきゃいけない」と騙していた。
- けんちゃん（山本健太）（キーボード）
  - 2015年初に行われた武道館公演以降、秘伝の鶏ガラを入手するためと称して一時メンバーから離れていた[53]が、同年内に復帰し、以降、後述するのまーりんと交替でキーボードを担当している。キーボーディスト／アレンジャーとして様々なアーティストと共演している。LiSA曰く、うのちゃんのサングラスをかけるとマイケル・ジャクソンに似ている。
- のまーりん（野間康介）（キーボード、サウンドプロデューサー）
  - 元々はLiSAの楽曲のレコーディングメンバーの一人だったが、2015年初に行われた武道館公演以降、けんちゃんと交替でライブ時のキーボードも担当している。YUKIやゆずなど様々なアーティストに楽曲提供を行っており、LiSAには「BRiGHT FLiGHT」「No More Time Machine」「リングアベル」「JUMP!!」「狼とミサンガ」を提供している。
- キング（鈴木浩之）（ドラム）
  - 元ART-SCHOOL。「tacica」のドラムサポートでアニメ「ハイキュー!! セカンドシーズン」を担当する。うのちゃんと同じくロックバンド「QUADRANGLE」「GOLIATH」でもドラムを担当している。LiSA曰く、新幹線に乗る時に「靴を脱がなきゃいけない」とうのちゃんに騙されていた。

#### 活動
- 2011年1月 - 2015年1月、高慶"CO-K"卓史・THE ODGE・うのちゃん・けんちゃん・キングの5名が固定メンバーとして活動[54]
- 2015年2月 - 2016年12月、高慶"CO-K"卓史・THE ODGE・うのちゃん・キングの4名と、のまーりん・けんちゃんのどちらか1名が固定メンバーとして活動[54]
- 2015年12月、「〜メガスピーカー〜」、高慶"CO-K"卓史・いくちゃん・うのちゃん・けんちゃん・キング のメンバーで活動

#### にゅーメンズ
2016年4月からの「〜Hi! FiVE〜」ツアーより、サポートバンドが本格的ににゅーメンズに移行した。以降、高慶"CO-K"卓史・いくちゃん・ゆーこー・あっきー・ゆーやんの5名が固定メンバーとして活動。
- 高慶"CO-K"卓史（GUITAR）
  - らーメンズから変わらず。アコースティックライブを行う際は、高慶"CO-K"卓史がギター担当として同行する。バンドマスター。
- いくちゃん（生本直毅）（ギター）
- ゆーこー（柳野裕孝）（ベース）
- あっきー（白井アキト）（キーボード、マニピュレーター）
  - Girls Dead Monster でペアを組んだ marina の夫[55][56]。
- ゆーやん（石井悠也）（ドラム）
- のまーりん（野間康介）
  - らーメンズから変わらず。「〜NEVER ENDiNG GLORY〜」ではサウンドプロデューサー。リリースイベントやフェス等で時々キーボード演奏をする。ライブ外では楽曲提供と、幅広く万能派として活躍している。

#### そーメンズ
『お台場みんなの夢大陸2017 めざましライブ』時のアコースティックライブ時のバンドメンバー
- くわG（桑迫陽一）（カホン、パーカッション）
- のまーりん（野間康介）（ピアノ）
- 高慶"CO-K"卓史（アコースティックギター）

#### 活動
- 2016年4月 - 、「LiVE is Smile Always〜Hi! FiVE〜」ツアー、高慶"CO-K"卓史、いくちゃん、ゆーこー、あっきー、ゆーやんの5名が固定メンバーで活動
- 2016年11月、「LiVE is Smile Always〜NEVER ENDiNG GLORY〜」、高慶"CO-K"卓史、いくちゃん、ゆーこー、あっきー、ゆーやんの5名が固定メンバーで活動。のまーりんがサウンドプロデューサー。
- 2017年6月 - 7月、「LiVE is Smile Always〜LiTTLE DEViL PARADE〜」ツアー、高慶"CO-K"卓史PABLO、いくちゃん、ゆーこー、あっきー、山内"masshoi"優の6名が固定メンバーで活動。

#### らーにゅーメンズ
2019年NHK紅白歌合戦、2020年CDTVのバンドメンバー。
- PABLO（ギター）
- ゆーこー（柳野裕孝）（ベース）
- 渡辺シュンスケ（キーボード）
- キング（鈴木浩之）（ドラム）

#### ライブ・イベント・MVで出演
- PABLO（ギター）

#### バックダンサー
- ドーナツ
  - yUkA（ドーナ）
  - AkANE（ナッツ）

フェスティバルへの出演も多い。アニソン系フェスティバルではAnimelo Summer Liveやリスアニ！LIVEのトリという大役を務めた。ロック系のフェスティバルでは、ROCK IN JAPAN FESTIVAL、TREASURE05X などに出演、COUNTDOWN JAPAN ではトリを務めた。また、最近は海外ツアーを行うなど海外にも注力している。
2014年1月に、それまでの夢だった日本武道館でライブを行ったが、風邪をひいて喉を傷めてしまい理想的なパフォーマンスを行えなかった。後にそれについて「悔しい思いをした」と何度も語っており、2015年の日本武道館ライブはリベンジとなった。
2016年6月11日、ZeppTokyoのライブで「ロックヒロイン」の二つ名を背負う覚悟が出来たと報告。小栁大輔（ROCKIN'ON JAPAN編集長）が名づけ親。初回インタビュー記事で使用された。
テレビ朝日系列の音楽番組『ミュージックステーション』には、2015年5月8日に「Rising Hope」で藍井エイルと共演、2017年2月24日に「Catch the Moment」でソロで出演をした。
2018年12月、メディアへのインタビューで実現したい夢を聞かれ「東京ドーム」と答えている。

## 人物

### 人柄・趣味
歌手活動の他、ギター演奏や声優にも挑戦するなど、様々なことにチャレンジしている。負けず嫌いを自負している。
自身のブログはインディーズ時代の2008年に立ち上げ、メジャーデビュー後も継続している。
趣味は掃除、映画、料理、写真などで、ブログやTwitterに投稿することが多い。綺麗好きで帰宅後に掃除を必ず行うためブログの更新が遅くなる。 大食漢であり、2日間で食べた7食分の画像をブログに載せたが、まだほんの一部だとしていた。ブログやTwitterでは高確率で食べ物の写真が掲載される。
同じ岐阜県出身のcinema staff とは高校時代からの仲でCHUCKY時代によく対バンをしており、CHUCKYの解散LiVEにも対バンしている。互いにメジャーデビューしている現在でも交流がある。
Girls Dead Monster でペアを組んだ marina とは親友と呼ぶほどの仲である。ファンクラブイベントLiSAッ子祭へ飛び入り出演したり、2016年のAnimelo Summer LiVEでGirls Dead Monsterとして一緒に歌うなどしている。
歌手のMay'n、岸田教団&THE明星ロケッツのichigoと特に仲が良く親友である。それぞれ休日を共に過ごし、ブログやTwitterにアップすることが多い。また、同じソニーの系列レーベルに所属する藍井エイルやKalafina、Aimerなどとは、イベントなどでコラボすることが多く、仲がいい。
ファッション雑誌「KERA」でファッションフォトの撮影経験もある。ファッションセンスに評判があり、ファッション業界とのコラボ商品を度々発売している。
ミュージカル教室に通っていた幼い頃からディズニーの世界観に憧れ、「ディズニーの楽曲を歌う人にずっとなりたかった」という。
"ロックスター"とは、OASISやアヴリル・ラヴィーン、GREEN DAYなど、"誰かに期待されて、憧れられて、元気をあげられる人"のことであると考え、また目標にしている。
2014年以降、各地の大型フェスに出演する機会が増え、共演したSiM、coldrain、THE ORAL CIGARETTESの山中拓也、WANIMAのKENTA、04 Limited SazabysのGEN、HEY-SMITH、SCANDALらと交友がある。特に、coldrainのRxYxOとSiMのMAHはLiSAがメジャーデビューする以前より親交がある。
LIVEなどで激しい動きをするため運動神経が良いと思われがちだが、本人は運動嫌いと語っている。2015年に体調不良で倒れツアーが中止になった事をキッカケに、健康のためにキックボクシングを行っている。
母親には「りっちゃん」と呼ばれている。妹が1人おり、名前は偶然にもGirls Dead Monster時代に歌唱パートを務めたキャラと同じ名前。LiSA曰く「顔も似てなければ性格も好きな物も正反対」。妹の方が背が高いため、「どっちが妹かわからない」と語る。
全てのライブDVDをコンプリートする程の倖田來未の大ファンであり、ファンクラブ『倖田組』にも入会している。
大の中日ドラゴンズファンであることを公言しており、SNSなどで度々、中日ドラゴンズに関する投稿をしていたりダヤン・ビシエドのことを「ビッシー」と呼んでいるほどのファンである他、自身の楽曲である「マコトシヤカ」がCBCテレビ・CBCラジオ内の中日ドラゴンズ中継の2020シーズンテーマソングとして起用されていることをきっかけに、2020年11月4日、ナゴヤドームで行われた中日vsDeNA戦にて、始球式にあたるセレモニアルピッチを行った。試合は5-4で中日が勝利。試合終了後、けがで離脱しているビシエドの背番号66をあしらったレプリカユニフォームを羽織り再びグラウンドに登場。自身が歌う「マコトシヤカ」に合わせてチアドラが踊るスペシャルイベントに参加して、サビの部分を歌唱した。同じ東海地方出身で中日ドラゴンズのファンでもあるMay'nと共に、首都圏でのビジターゲームを観戦しに行ったこともある。
サッカーファンでもありネイマール、メッシらが所属しているフランスリーグのパリ・サンジェルマンFCが来日した際には埼玉スタジアムまで浦和レッズVSパリ・サンジェルマンの試合をプライベートで生で観戦しに行っている。また、LiSAが作詞を担当した新曲「一斉ノ喝采」がABEMA及びテレビ朝日が中継する2022 FIFAワールドカップ・カタール大会の番組公式テーマソングにも選ばれた。

### 用語へのこだわり
LiSA用語と呼ばれるオリジナルのワードをいくつも作っており、ネーミングに強いこだわりを持つ。「LiSA」（リサ）、「LiVE」（ライブ）など、「i」を小文字にして他の文字を大文字にする事が多い。LiSA自身はラ行をローマ字にして用語を作るときにRではなくLを用いる事が多い。
芸名の「LiSA」は本名の里沙（リサ）のローマ字読みから名付けられたもので、インディーズ時代から使用されている。Twitterアカウントの「LiSA_OLiVE」は、本名（織部里沙よりリサ_オリベ）とLiVE（ライブ）を組み合わせている。
ブログ https://ameblo.jp/lxixsxa/ のURLの一部、「lxixsxa」は「lisa」（LiSA）の文字間にxを挟んで作られており、Instagramアカウントの「xlisa_olivex」も「lisa_olive」（LiSA_OLiVE）をxの文字で挟むなど、「x」の文字を使う事も好んでいる。
オリジナルブランド「YAEVA MUSiC」も、本人のトレードマークでもある八重歯とSACRA MUSICの組み合わせである。
CDを「ラブレター」、ライブを「デート」、メディア出演を「お弁当」、ファンクラブ限定配信放送を「秘密基地」と称している。また、自身のファンのことは「LiSAッ子」と呼んでいる。また、2018年11月頃よりツイキャスでの配信を不定期で行っているが、ツイキャス配信を「電話」と称している。
Twitterやブログでは、独特な言葉を使うことが多い。「おはよう」を「おはおはおはー」や「おはーんっノシ」と言ったり語尾に「っ」などとつけて投稿することが多い。また、ありがとうを「でらあでぃがどーーっ」と言うなど、岐阜県方言の「でら」（意味は、「凄い」「とても」）を使う。岐阜県の方言を使うことも多い。また最後の挨拶の際には「ばいちー！」と呼んでいる。
ブログやライブで最後に言う言葉に「今日も最高の1日にしましょう、ピース！」や「今日もいい日だっ」（Another Great Day）がある。「今日もいい日だっ」という用語は母親から教えてもらったものである。
今後のライブや楽しいことを考えるときに「楽しいことをねりねりする」と表現し、考えることを「ねりねりする」と言う。
全てのアルバムは、フルアルバム・ミニアルバムともに、タイトル名が（LiSAの頭文字の）「L」から始まる。
ライブタイトルに関して、海外公演かつ単発公演のものは「ANOTHER GREAT DAY」となり、前述の2項目を満たしていない形式のものは、全日程海外公演であっても「LiVE is Smile Always」となる。「LiSA」のアルファベットから命名されており、略すとLiSAになる。ライブ毎にサブタイトルが変わる（なお、インディーズ時代のバンド「Love is Same All」も同様のルールで命名されている）。「LiVE is Smile Always」という名称には、ファンみんながライブで笑顔になってほしいという本人の想いが込められている。

## ディスコグラフィ

### シングル

#### マキシCDシングル
|          | 発売日         | 発売日         | タイトル                     | 規格品番                                                                                   | 最高位            | 最高位 | 収録アルバム        | RIAJ認定 | RIAJ認定       | RIAJ認定       | レーベル    |
| オリコン | 発売日         | 発売日         | タイトル                     | 規格品番                                                                                   | Billboard Hot 100 | GD     | 収録アルバム        | DL       | ST             |                | レーベル    |
| -------- | -------------- | -------------- | ---------------------------- | ------------------------------------------------------------------------------------------ | ----------------- | ------ | ------------------- | -------- | -------------- | -------------- | ----------- |
| 1st      | 2011年11月23日 | 2011年11月23日 | oath sign                    | 期間限定盤：SVWC-7800/1（CD+DVD） 初回盤：SVWC-7802/3（CD+DVD） 通常盤：SVWC-7804（CD）    | 5位               | 8位    | LOVER"S"MiLE        | ゴールド | プラチナ       | N/A            | ANIPLEX     |
| 2nd      | 2012年8月8日   | 2012年8月8日   | crossing field               | 期間限定盤：SVWC-7871/2（CD+DVD） 初回盤：SVWC-7873/4（CD+DVD） 通常盤：SVWC-7875（CD）    | 5位               | 10位   | LANDSPACE           | ゴールド | プラチナ       | N/A            | ANIPLEX     |
| 3rd      | 2013年         | 4月3日         | best day,best way            | 初回盤：SVWC-7930/1（CD+DVD） 数量限定盤：SVWC-7932〜4（CD+DVD） 通常盤：SVWC-7935（CD）   | 6位               | 22位   | LANDSPACE           | N/A      | N/A            | N/A            | ANIPLEX     |
| 4th      | 2013年         | 8月7日         | träumerei                    | 初回盤：SVWC-7948/9（CD+DVD） 期間限定盤：SVWC-7950/1（CD+DVD） 通常盤：SVWC-7952（CD）    | 15位              | 16位   | LANDSPACE           | N/A      | N/A            | N/A            | ANIPLEX     |
| 5th      | 2014年         | 5月7日         | Rising Hope                  | 初回盤：SVWC-70001/2（CD+DVD） 期間限定盤：SVWC-70003/4（CD+DVD） 通常盤：SVWC-70005（CD） | 4位               | 3位    | Launcher            | N/A      | プラチナ       | N/A            | ANIPLEX     |
| 6th      | 2014年         | 9月17日        | BRiGHT FLiGHT/L.Miranic      | 数量限定盤：SVWC-70012〜4（CD+DVD） 通常盤：SVWC-70015（CD）                               | 8位               | 18位   | Launcher            | N/A      | N/A            | N/A            | ANIPLEX     |
| 7th      | 2014年         | 12月10日       | シルシ                       | 初回盤：SVWC-70031/2（CD+DVD） 期間限定盤：SVWC-70033/4（CD+DVD） 通常盤：SVWC-70035（CD） | 3位               | 3位    | Launcher            | N/A      | ゴールド       | N/A            | ANIPLEX     |
| 8th      | 2015年         | 5月27日        | Rally Go Round               | 初回盤：SVWC-70081/2（CD+DVD） 期間限定盤：SVWC-70083/4（CD+DVD） 通常盤：SVWC-70085（CD） | 12位              | 7位    | LiTTLE DEViL PARADE | N/A      | N/A            | N/A            | ANIPLEX     |
| 9th      | 2015年         | 9月30日        | Empty MERMAiD                | 初回盤：SVWC-70102/3（CD+DVD） 数量限定盤：SVWC-70104〜6（2CD） 通常盤：SVWC-70107（CD）   | 10位              | 7位    | LiTTLE DEViL PARADE | N/A      | N/A            | N/A            | ANIPLEX     |
| 10th     | 2016年8月24日  | 2016年8月24日  | Brave Freak Out              | 初回盤：SVWC-70181/2（CD+DVD） 期間限定盤：SVWC-70183/4（CD+DVD） 通常盤：SVWC-70185（CD） | 9位               | 7位    | LiTTLE DEViL PARADE | N/A      | N/A            | N/A            | ANIPLEX     |
| 11th     | 2017年         | 2月15日        | Catch the Moment             | 初回盤：SVWC-70233/4（CD+DVD） 期間限定盤：SVWC-70235（CD+DVD） 通常盤：SVWC-70236（CD）   | 4位               | 3位    | LiTTLE DEViL PARADE | N/A      | プラチナ       | シルバー       | ANIPLEX     |
| 12th     | 2017年         | 8月2日         | だってアタシのヒーロー。     | 初回盤：VVCL-1067/8（CD+DVD） 通常盤：VVCL-1069（CD） 期間限定盤：VVCL-1070/1（CD+DVD）    | 7位               | 7位    | LiSA BEST -Day-     | N/A      | N/A            | N/A            | SACRA MUSIC |
| 13th     | 2017年         | 11月29日       | ASH                          | 初回盤：VVCL-1130/1（CD+DVD） 通常盤：VVCL-1132（CD） 期間限定盤：VVCL-1133/4（CD+DVD）    | 5位               | 5位    | LiSA BEST -Way-     | N/A      | ゴールド       | N/A            | SACRA MUSIC |
| 14th     | 2018年12月12日 | 2018年12月12日 | 赤い罠(who loves it?)/ADAMAS | 初回盤：VVCL-1370/1（CD+DVD） 通常盤：VVCL-1372（CD） 期間限定盤：VVCL-1373/4（CD+DVD）    | 2位               | 4位    | LEO-NiNE            | N/A      | プラチナ（#2） | N/A            | SACRA MUSIC |
| 15th     | 2019年         | 7月3日         | 紅蓮華                       | 初回盤：VVCL-1458/9（CD+DVD） 通常盤：VVCL-1460（CD） 期間限定盤：VVCL-1461/2（CD+DVD）    | 3位               | 2位    | LEO-NiNE            | プラチナ | ミリオン       | プラチナ       | SACRA MUSIC |
| 16th     | 2019年         | 12月11日       | unlasting                    | 初回盤：VVCL-1580/1（CD+DVD） 通常盤：VVCL-1582（CD） 期間限定盤：VVCL-1583/4（CD+DVD）    | 4位               | 6位    | LEO-NiNE            | N/A      | ゴールド       | N/A            | SACRA MUSIC |
| 17th     | 2020年10月14日 | 2020年10月14日 | 炎                           | 初回盤：VVCL-1750/1（CD+DVD） 通常盤：VVCL-1752（CD） 期間限定盤：VVCL-1753（CD+DVD）      | 1位               | 1位    | LANDER              | プラチナ | ミリオン       | プラチナ       | SACRA MUSIC |
| 18th     | 2021年         | 1月13日        | dawn                         | 初回仕様通常盤：VVCL-1757X 通常盤：VVCL-1757                                               | 5位               | 11位   | LANDER              | N/A      | N/A            | N/A            | SACRA MUSIC |
| 19th     | 2021年         | 9月8日         | HADASHi NO STEP              | 初回盤：VVCL-1923/4（CD+DVD） 通常盤：VVCL-1925（CD）                                      | 5位               | 14位   | LANDER              | N/A      | N/A            | N/A            | SACRA MUSIC |
| 20th     | 2021年         | 11月17日       | 明け星/白銀                  | 初回仕様限定盤：VVCL-1943（CD） 期間限定盤：VVCL-1944/5（CD+DVD）                          | 4位               | 1位    | LANDER              | ゴールド | プラチナ（#1） | ゴールド（#2） | SACRA MUSIC |
| 21st     | 2024年         | 5月22日        | Shouted Serenade             | 初回盤：VVCL-2490/1（CD+GOODS） 通常盤：VVCL-2492（CD） 期間限定盤：VVCL-2493/4（CD+BD）   | 13位              | N/A    | 未公表              | N/A      | N/A            | N/A            | SACRA MUSIC |
| 22nd     | 2024年         | 8月21日        | ブラックボックス             | 初回盤：VVCL-2540/1（CD+GOODS） 通常盤：VVCL-2542（CD） 期間限定盤：VVCL-2543/4（CD+BD）   | 9位               | N/A    | 未公表              | N/A      | N/A            | N/A            | SACRA MUSIC |
| 23rd     | 2025年         | 3月5日         | ReawakeR                     | 初回盤：VVCL-2660/1（CD+GOODS） 通常盤：VVCL-2662（CD） 期間限定盤：VVCL-2663/4（CD+BD）   | 7位               | N/A    | 未公表              | N/A      | N/A            | N/A            | SACRA MUSIC |
| 24th     | 2025年         | 7月23日        | 残酷な夜に輝け               | 通常盤：VVCL-2753（CD） 期間限定盤：VVCL-2754/5（CD+BD）                                   | 7位               | N/A    | 未公表              | 未公表   | 未公表         | 未公表         | SACRA MUSIC |

#### 配信限定シングル
|          | 配信日         | 配信日         | タイトル                | 規格                   | 最高位    | 最高位                    | 収録アルバム    | 認定 （RIAJ） | レーベル    |
| オリコン | 配信日         | 配信日         | タイトル                | 規格                   | Billboard |                           | 収録アルバム    | 認定 （RIAJ） | レーベル    |
| -------- | -------------- | -------------- | ----------------------- | ---------------------- | --------- | ------------------------- | --------------- | ------------- | ----------- |
| 1st      | 2015年12月2日  | 2015年12月2日  | ID                      | デジタル・ダウンロード | N/A       | N/A                       | LiSA BEST -Day- | N/A           | ANIPLEX     |
| 2nd      | 2018年1月9日   | 2018年1月9日   | Thrill, Risk, Heartless | デジタル・ダウンロード | 2位       | 1位（DL）                 | LiSA BEST -Way- | N/A           | SACRA MUSIC |
| 3rd      | 2020年8月17日  | 2020年8月17日  | 愛錠                    | デジタル・ダウンロード | 8位       | N/A                       | LEO-NiNE        | N/A           | SACRA MUSIC |
| 4th      | 2021年10月15日 | 2021年10月15日 | 往け                    | デジタル・ダウンロード | 1位       | 22位（Hot 100） 1位（DL） | LANDER          | N/A           | SACRA MUSIC |
| 5th      | 2022年         | 6月1日         | シフクノトキ            | デジタル・ダウンロード | 11位      | N/A                       | LANDER          | N/A           | SACRA MUSIC |
| 6th      | 2022年         | 9月13日        | NEW ME                  | デジタル・ダウンロード | 9位       | N/A                       | LANDER          | N/A           | SACRA MUSIC |
| 7th      | 2022年         | 10月1日        | 土曜日のわたしたちは    | デジタル・ダウンロード | 38位      | N/A                       | LANDER          | N/A           | SACRA MUSIC |
| 8th      | 2023年6月14日  | 2023年6月14日  | REALiZE                 | デジタル・ダウンロード | 4位       | N/A                       | 未公表          | N/A           | SACRA MUSIC |
| 9th      | 2024年         | 2月21日        | HELLO WORLD             | デジタル・ダウンロード | 22位      | N/A                       | 未公表          | N/A           | SACRA MUSIC |
| 10th     | 2024年         | 10月13日       | QUEEN                   | デジタル・ダウンロード | N/A       | N/A                       | 未公表          | N/A           | SACRA MUSIC |

| 配信日         | 配信日         | タイトル                               | 規格                   | 最高位 （Billboard）                 | 認定 （RIAJ）      |
| -------------- | -------------- | -------------------------------------- | ---------------------- | ------------------------------------ | ------------------ |
| 2020年         | 11月16日       | 再会 (produced by Ayase) / LiSA×Uru    | デジタル・ダウンロード | 10位（Hot 100） 2位（DL） 18位（ST） | ゴールド（DL・ST） |
| 2020年         | 12月25日       | 紅蓮華 - From THE FIRST TAKE           | デジタル・ダウンロード | N/A                                  | N/A                |
| 2021年11月16日 | 2021年11月16日 | 炎 - From THE FIRST TAKE               | デジタル・ダウンロード | N/A                                  | N/A                |
| 2021年11月16日 | 2021年11月16日 | Catch the Moment - From THE FIRST TAKE | デジタル・ダウンロード | N/A                                  | N/A                |

#### アナログ盤
| 発売日        | タイトル    | 規格品番 | 最高位 |
| ------------- | ----------- | -------- | ------ |
| 2021年3月13日 | 紅蓮華/炎   | VVJL-5   | 13位   |
| 2022年2月16日 | 明け星/白銀 | VVJL-9   | N/A    |

### アルバム

#### フルアルバム
|     | 発売日         | タイトル            | 規格品番 | オリコン 最高位 | レーベル    |
| --- | -------------- | ------------------- | --- | --------------- | ----------- |
| 1st | 2012年2月22日  | LOVER"S"MiLE        | 初回盤A：SVWC-7824/5（CD+BD） 初回盤B：SVWC-7826/7（CD+DVD） 通常盤：SVWC-7828（CD）                                                                   | 7位             | ANIPLEX     |
| 2nd | 2013年10月30日 | LANDSPACE           | 初回盤：SVWC-7961〜3（CD+BD+DVD） 通常盤：SVWC-7964（CD）                                                                                              | 2位             | ANIPLEX     |
| 3rd | 2015年3月4日   | Launcher            | 初回盤A：SVWC-70056/7（CD+BD） 初回盤B：SVWC-70058/9（CD+DVD） 通常盤：SVWC-70060（CD）                                                                | 3位             | ANIPLEX     |
| 4th | 2017年5月24日  | LiTTLE DEViL PARADE | 初回盤A：VVCL-1040/1（CD+BD） 初回盤B：VVCL-1042/3（CD+DVD） 通常盤：VVCL-1044（CD） 完全数量限定盤：VVCL-1045〜7（CD+BD+ラバーブレス+フォトブック）   | 4位             | SACRA MUSIC |
| 5th | 2020年10月14日 | LEO-NiNE            | 完全生産限定盤：VVCL-1700〜02（CD+BD+フォトブック） 初回盤A：VVCL-1703/4（CD+BD） 初回盤B：VVCL-1705/6（CD+DVD） 通常盤：VVCL-1707（CD）               | 1位             | SACRA MUSIC |
| 6th | 2022年11月16日 | LANDER              | 完全数量生産限定盤：VVCL-2120/1（CD+GOODS） 初回盤A：VVCL-2122～4（CD+BD+PHOTOBOOK） 初回盤B：VVCL-2125～7（CD+DVD+PHOTOBOOK） 通常盤：VVCL-2128（CD） | 3位             | SACRA MUSIC |

#### ミニアルバム
|     | 発売日        | 発売日        | タイトル       | 規格品番 | オリコン 最高位 | レーベル    |
| --- | ------------- | ------------- | -------------- | --- | --------------- | ----------- |
| 1st | 2011年4月20日 | 2011年4月20日 | Letters to U   | 通常盤：SVWC-7760 | 14位            | ANIPLEX     |
| 1st | 2016年        | 3月23日       | Letters to U   | アナログ盤：SVWJ-7760 | 14位            | ANIPLEX     |
| 2nd | 2016年        | 4月20日       | LUCKY Hi FiVE! | 初回盤：SVWC-70141〜3（CD+BD+DVD） 通常盤：SVWC-70144（CD）                                                                             | 4位             | ANIPLEX     |
| 2nd | 2016年        | 5月11日       | LUCKY Hi FiVE! | アナログ盤：SVWJ-70141 | 4位             | ANIPLEX     |
| 3rd | 2021年5月19日 | 2021年5月19日 | LADYBUG        | 完全数量生産限定盤：VVCL-1830~1832（CD+BD+グッズ） 初回盤A：VVCL-1833/4（CD+BD） 初回盤B：VVCL-1835/6（CD+DVD） 通常盤：VVCL-1837（CD） | 2位             | SACRA MUSIC |
| 3rd | 2022年3月23日 | 2022年3月23日 | LADYBUG        | アナログ盤：VVJL-11 | 2位             | SACRA MUSIC |

#### ベストアルバム
| 発売日 | 発売日   | タイトル                          | 規格品番                                                                             | オリコン 最高位 | レーベル    |
| ------ | -------- | --------------------------------- | ------------------------------------------------------------------------------------ | --------------- | ----------- |
| 2018年 | 5月9日   | LiSA BEST -Day-                   | 初回盤A：VVCL-1218/9（CD+BD） 初回盤B：VVCL-1220/1（CD+DVD） 通常盤：VVCL-1222（CD） | 2位             | SACRA MUSIC |
| 2018年 | 5月9日   | LiSA BEST -Way-                   | 初回盤A：VVCL-1223/4（CD+BD） 初回盤B：VVCL-1225/6（CD+DVD） 通常盤：VVCL-1227（CD） | 1位             | SACRA MUSIC |
| 2018年 | 5月9日   | LiSA BEST -Day- & LiSA BEST -Way- | 完全数量生産限定盤：VVCL-1228（2CD+BD+Tシャツ）                                      | N/A             | SACRA MUSIC |
| 2018年 | 10月10日 | LiSA BEST -Day- & LiSA BEST -Way- | WiNTER PACKAGE：VVCL-1310〜2（2CD+グッズ）                                           | N/A             | SACRA MUSIC |

### 映像作品
|      | 発売日            | 発売日            | タイトル                                                                          | 規格品番 | 最高位 | 最高位 | レーベル    |
| BD   | 発売日            | 発売日            | タイトル                                                                          | 規格品番 | DVD    |        | レーベル    |
| ---- | ----------------- | ----------------- | --------------------------------------------------------------------------------- | --- | ------ | ------ | ----------- |
| 1st  | 2012年9月26日     | 2012年9月26日     | LiVE is Smile Always〜LOVER”S”MiLE〜 in 日比谷野外大音楽堂                        | BD：ANSX-3707 DVD：ANSB-3707                                                                                        | 18位   | 66位   | ANIPLEX     |
| 2nd  | 2014年6月18日     | 2014年6月18日     | LiVE is Smile Always〜今日もいい日だっ〜 in 日本武道館                            | BD：ANSX-10001 DVD：ANSB-10001                                                                                      | 16位   | 24位   | ANIPLEX     |
| 3rd  | 2015年7月22日     | 2015年7月22日     | LiVE is Smile Always〜PiNK&BLACK〜 in 日本武道館 「いちごドーナツ」               | BD：ANSX-10013 DVD：ANSB-10013                                                                                      | 16位   | 24位   | ANIPLEX     |
| 3rd  | 2015年7月22日     | 2015年7月22日     | LiVE is Smile Always〜PiNK&BLACK〜 in 日本武道館 「ちょこドーナツ」               | BD：ANSX-10014 DVD：ANSB-10014                                                                                      | 12位   | 23位   | ANIPLEX     |
| 4th  | 2016年6月29日     | 2016年6月29日     | LiSA MUSiC ViDEO CLiPS 2011-2015                                                  | 2BD：ANSX-10044/5 2DVD：ANSB-10044/5                                                                                | 4位    | 4位    | ANIPLEX     |
| 5th  | 2017年4月19日     | 2017年4月19日     | LiVE is Smile Always-NEVER ENDiNG GLORY- at YOKOHAMA ARENA [the Sun]              | BD+CD：VVXL-1/2 2DVD+CD：VVBL-101〜3                                                                                | 2位    | 3位    | SACRA MUSIC |
| 5th  | 2017年4月19日     | 2017年4月19日     | LiVE is Smile Always-NEVER ENDiNG GLORY- at YOKOHAMA ARENA [the Moon]             | BD+CD：VVXL-3/4 2DVD+CD：VVBL-104〜6                                                                                | 1位    | 2位    | SACRA MUSIC |
| 6th  | 2019年5月15日     | 2019年5月15日     | LiVE is Smile Always〜ASiA TOUR 2018〜 [eN + core] LiVE & DOCUMENT                | 完全生産限定盤：VVXL-26〜8（BD+CD） 初回仕様通常盤：VVXL-29（BD） 初回仕様通常盤：VVBL-125/6（2DVD）                | 1位    | 1位    | SACRA MUSIC |
| 7th  | 2020年3月4日      | 2020年3月4日      | LiVE is Smile Always〜364+JOKER〜 at YOKOHAMA ARENA                               | 完全生産限定盤：VVXL-60〜2（BD+CD） 初回仕様通常盤：VVXL-63（BD） 初回仕様通常盤：VVBL-134/5（2DVD）                | 4位    | 10位   | SACRA MUSIC |
| 8th  | 2022年            | 4月13日           | LiVE is Smile Always〜unlasting shadow〜 at Zepp Haneda(TOKYO)                    | 完全生産限定盤：VVXL-94～96（BD+CD） 初回仕様通常盤：VVXL-97（BD） 初回仕様通常盤：VVBL-162（DVD）                  | 4位    | 9位    | SACRA MUSIC |
| 9th  | 2022年            | 10月12日          | LiVE is Smile Always〜Eve&Birth〜「the Birth」at NIPPON BUDOKAN                   | 完全数量生産限定盤：VVXL-114〜116（BD+CD） 初回仕様限定盤：VVXL-117（BD） 初回仕様限定盤：VVBL-167〜168（2DVD）     | 2位    | 6位    | SACRA MUSIC |
| 10th | 2023年4月19日     | 2023年4月19日     | LiVE is Smile Always〜LiVE BEST 2011-2022 & LADYBUG〜                             | 完全数量生産限定盤：VVXL-150〜3（3BD+GOODS） 初回仕様通常盤：VVXL-154〜6（3BD） 初回仕様通常盤：VVBL-190〜4（5DVD） | 5位    | 10位   | SACRA MUSIC |
| 11th | 2024年9月11日     | 2024年9月11日     | LiVE is Smile Always〜LANDER〜 at TOKYO GARDEN THEATER                            | 完全数量生産限定盤：VVXL-212〜3（BD+GOODS） 初回仕様限定盤：VVXL-214（BD） 初回仕様限定盤：VVBL-208〜9（2DVD）      | N/A    | N/A    | SACRA MUSIC |
| BOX  | 2025年8月27日予定 | 2025年8月27日予定 | LiVE is Smile Always〜i SCREAM〜 & 〜COCKTAiL PARTY〜 [SWEET&SOUR]                | 完全数量生産限定盤：VVXL-260～3（3BD+GOODS）                                                                        | 未公表 | 未公表 | SACRA MUSIC |
| 12th | 2025年8月27日予定 | 2025年8月27日予定 | LiVE is Smile Always〜i SCREAM〜 at NIPPON BUDOKAN                                | 通常盤：VVXL-264（BD） 通常盤：VVBL-222（DVD）                                                                      | 未公表 | 未公表 | SACRA MUSIC |
| 13th | 2025年8月27日予定 | 2025年8月27日予定 | LiVE is Smile Always〜COCKTAiL PARTY〜 [SWEET&SOUR] at 国立代々木競技場第一体育館 | 通常盤：VVXL-265～6（2BD） 通常盤：VVBL-223～4（2DVD）                                                              | 未公表 | 未公表 | SACRA MUSIC |

### 参加作品

#### Girls Dead Monster
| 発売日         | 発売日         | 形態     | タイトル                                                        | 規格品番    | 最高位 | 備考                                                                         |
| -------------- | -------------- | -------- | --------------------------------------------------------------- | ----------- | ------ | ---------------------------------------------------------------------------- |
| 2010年         | 5月12日        | シングル | Thousand Enemies                                                | KSLA-0052   | 4位    | テレビアニメ『Angel Beats!』劇中歌                                           |
| 2010年         | 6月9日         | シングル | Little Braver                                                   | KSLA-0055   | 2位    | テレビアニメ『Angel Beats!』劇中歌                                           |
| 2010年         | 12月8日        | シングル | 一番の宝物 〜Yui final ver.〜                                   | KSLA-0065   | 3位    | テレビアニメ『Angel Beats!』劇中歌アレンジver.                               |
| 2010年6月30日  | 2010年6月30日  | アルバム | Keep The Beats!                                                 | KSLA-0058   | 6位    |                                                                              |
| 2015年4月10日  | 2015年4月10日  | アルバム | Key 15th Fes. pamphlet CD Keep The Dancing Beats!/efflorescence | KSLC-0014/5 | -      | イベント『Key 15th Fes.』パンフレット付属CD / 『Angel Beats!』楽曲リミックス |
| 2016年5月1日   | 2016年5月1日   | アルバム | Angel Beats! PERFECT Vocal Collection                           | KSLA-0113/5 | 28位   | Disc2, 3にLiSAの歌唱曲を収録。                                               |
| 2021年12月18日 | 2021年12月18日 | アルバム | Awakening Song                                                  | KSLA-0186   | -      | イベント販売 / 遊技機「パチスロAngel Beats!」使用曲                          |
| 2022年6月29日  | 2022年6月29日  | アルバム | Awakening Song                                                  | KSLA-0186   | 33位   | 一般販売                                                                     |

#### その他の参加作品
| 発売日 | 発売日   | 商品名                                                                                         | 名義                                   | 楽曲                                    | 備考 |
| ------ | -------- | ---------------------------------------------------------------------------------------------- | -------------------------------------- | --------------------------------------- | --- |
| 2012年 | 6月29日  | Orpheus 〜君と奏でる明日へのうた〜                                                             | LiSA他                                 | 「Orpheus 〜君と奏でる明日へのうた〜」  | ビジュアルアーツ20周年記念ソング                                                                                           |
| 2014年 | 5月13日  | ONENESS                                                                                        | LiSA他                                 | 「ONENESS」                             | ライブイベント『Animelo Summer Live 2014 -ONENESS-』テーマソング                                                           |
| 2014年 | 8月27日  | ソードアート・オンライン ソングコレクション                                                    | LiSA                                   | 「crossing field」                      | テレビアニメ『ソードアート・オンライン』 オープニングテーマ                                                                |
| 2014年 | 8月27日  | メカクシティアクターズ 5「カイエンパンザマスト」特典CD                                         | じん ft. LiSA                          | 「夕景イエスタデイ」                    | テレビアニメ『メカクシティアクターズ』挿入歌                                                                               |
| 2014年 | 9月10日  | メカクシティアクターズ 6「ヘッドフォンアクター」特典CD                                         | じん ft. LiSA                          | 「ヘッドフォンアクター」                | テレビアニメ『メカクシティアクターズ』挿入歌                                                                               |
| 2015年 | 3月25日  | TVアニメ「Fate/stay night [Unlimited Blade Works]」Original Soundtrack I（Blu-ray Box 特典CD） | LiSA                                   | 「THIS ILLUSION」                       | テレビアニメ『Fate/stay night [Unlimited Blade Works]』挿入歌                                                              |
| 2015年 | 4月1日   | 私とドリカム2 -ドリカムワンダーランド2015 開催記念 BEST COVERS-                                | LiSA                                   | 「晴れたらいいね」                      | DREAMS COME TRUE カバーアルバム                                                                                            |
| 2015年 | 4月1日   | MEKAKUCITY M's COMPLETE BOX 〜メカクシティアクターズ・ヴォーカル＆サウンド コレクション〜      | じん ft. LiSA&メイリア from GARNiDELiA | 「夜咄ディセイブ」                      | テレビアニメ『メカクシティアクターズ』関連曲                                                                               |
| 2016年 | 1月27日  | Q-MHz                                                                                          | Q-MHz featuring LiSA                   | 「LiVE DiVE MHz!!」                     | Q-MHz フルアルバム |
| 2016年 | 1月27日  | Q-MHz                                                                                          | Q-MHz featuring LiSA                   | 「JURASSiC KiSS」                       | Q-MHz フルアルバム |
| 2016年 | 4月26日  | PASSION RIDERS                                                                                 | LiSA他                                 | 「PASSION RIDERS」                      | ライブイベント『Animelo Summer Live 2016 刻-TOKI-』テーマソング                                                            |
| 2017年 | 3月22日  | ソードアート・オンライン ソングコレクションII                                                  | LiSA                                   | 「No More Time Machine」 「シルシ」     | テレビアニメ『ソードアート・オンラインII』 エンディングテーマ                                                              |
| 2017年 | 6月7日   | 魔法科高校の劣等生 ソングブック                                                                | LiSA                                   | 「Rising Hope」                         | テレビアニメ『魔法科高校の劣等生』 オープニングテーマ                                                                      |
| 2018年 | 4月4日   | 美少女戦士セーラームーンTHE 25TH ANNIVERSARY MEMORIAL TRIBUTE                                  | LiSA                                   | 「ムーンライト伝説」                    | 美少女戦士セーラームーン トリビュートアルバム                                                                              |
| 2018年 | 5月23日  | アダムとイヴの林檎                                                                             | LiSA                                   | 「NIPPON」                              | 椎名林檎 トリビュートアルバム                                                                                              |
| 2018年 | 11月28日 | Narrative/NOISEofRAIN                                                                          | SawanoHiroyuki[nZk]:LiSA               | 「narrative」                           | 映画『機動戦士ガンダムNT』主題歌                                                                                           |
| 2019年 | 1月23日  | ノンストップミックスCD 「MiX 〜面白いほどよくわかるノンストップSACRA MUSIC〜」                 | LiSA                                   | 「Rising Hope」                         | テレビアニメ『魔法科高校の劣等生』 オープニングテーマ                                                                      |
| 2019年 | 3月13日  | 楽園十三景                                                                                     | LiSA                                   | 「サファイアの星」                      | 東京スカパラダイスオーケストラ トリビュート集                                                                              |
| 2019年 | 7月24日  | Thank you, ROCK BANDS! 〜UNISON SQUARE GARDEN 15th Anniversary Tribute Album〜                 | LiSA                                   | 「オリオンをなぞる」                    | UNISON SQUARE GARDEN 結成15周年記念トリビュートアルバム                                                                    |
| 2019年 | 9月2日   | from the edge                                                                                  | FictionJunction feat.LiSA              | 「from the edge」                       | テレビアニメ『鬼滅の刃』エンディングテーマ                                                                                 |
| 2019年 | 12月18日 | Fate song material                                                                             | LiSA                                   | 「THIS ILLUSION」 「oath sign」 「ASH」 | 「Fate」シリーズ主題歌 コンピレーションアルバム                                                                            |
| 2020年 | 10月28日 | INSPIRE                                                                                        | LiSA                                   | 「WHY」                                 | Various Artists / 加藤ミリヤ トリビュートアルバム                                                                          |
| 2020年 | 11月16日 | 再会 (produced by Ayase)                                                                       | LiSA×Uru                               | 「再会 (produced by Ayase)」            | ソニーミュージックの新レーベルTHE FIRST TAKE MUSIC第1弾シングル。ボカロPで、YOASOBIのメンバーでもあるAyaseがプロデュース。 |
| 2021年 | 3月24日  | 筒美京平SONG BOOK                                                                              | LiSA                                   | 「人魚」                                | 筒美京平トリビュートアルバム                                                                                               |
| 2021年 | 11月11日 | SPEED SPIRITS                                                                                  | LiSA                                   | 「Wake Me Up!」                         | Various Artists / SPEEDトリビュートアルバム                                                                                |
| 2023年 | 9月6日   | Social Path (feat.LiSA) / Super Bowl -Japanese ver.-                                           | Stray Kids feat.LiSA                   | 「Social Path」                         | Stray Kids 3rd EP（シングル）                                                                                              |
| 2024年 | 8月28日  | THE HIT PARADE II                                                                              | 松本孝弘 feat.LiSA                     | 「六本木心中」                          | 松本孝弘 カバーアルバム |
| 2024年 | 9月18日  | TMG II                                                                                         | TMG feat. LiSA                         | 「THE STORY OF LOVE 」                  | 松本孝弘を中心に結成されたバンド「TMG」の2ndアルバム。                                                                     |

#### 作詞提供
マイヒロイン（May'n）
2019年7月31日発売のMay'nのコンセプトアルバム『YELL!!』のリード曲。LiSA自身初の作詞提供。

## タイアップ
| 楽曲                                 | タイアップ | 時期           |
| ------------------------------------ | --- | -------------- |
| oath sign                            | テレビアニメ『Fate/Zero』オープニングテーマ                                                                      | 2011年         |
| crossing field                       | テレビアニメ『ソードアート・オンライン』アインクラッド編オープニングテーマ                                       | 2012年         |
| best day,best way                    | TOKYO MX『カウントダウンTOKYO』オープニング/エンディングテーマ                                                   | 2014年         |
| best day,best way                    | 海賊王船長タックSeason 8オープニング曲                                                                           | 2020年         |
| träumerei                            | テレビアニメ『幻影ヲ駆ケル太陽』オープニングテーマ                                                               | 2013年         |
| Rising Hope                          | テレビアニメ『魔法科高校の劣等生』1stオープニングテーマ                                                          | 2014年         |
| No More Time Machine                 | テレビアニメ『ソードアート・オンラインII』キャリバー編エンディングテーマ                                         | 2014年         |
| シルシ                               | テレビアニメ『ソードアート・オンラインII』マザーズ・ロザリオ編エンディングテーマ                                 | 2014年         |
| THIS ILLUSION                        | テレビアニメ『Fate/stay night [Unlimited Blade Works]』挿入歌                                                    | 2014年         |
| Rally Go Round                       | テレビアニメ『ニセコイ:』オープニングテーマ                                                                      | 2015年         |
| ID                                   | PlayStation 4/3/Vita用ゲーム『電撃文庫 FIGHTING CLIMAX IGNITION』主題歌                                          | 2015年         |
| halo-halo                            | NHKワールドTV/BSプレミアム『J-MELO』エンディングテーマ（2016年4月 - ）                                           | 2016年         |
| Brave Freak Out                      | テレビアニメ『クオリディア・コード』オープニングテーマ                                                           | 2016年         |
| AxxxiS                               | テレビアニメ『クオリディア・コード』2ndオープニングテーマ                                                        | 2016年         |
| リングアベル                         | NHK『みんなのうた』2016年12月 - 2017年1月度使用曲、 2017年2月 - 3月（お楽しみ枠）、2020年2月 - 3月（お楽しみ枠） | 2016年         |
| Catch the Moment                     | 映画『劇場版 ソードアート・オンライン -オーディナル・スケール-』主題歌                                           | 2017年         |
| LiTTLE DEViL PARADE                  | 日本テレビ系『バズリズム』6月度オープニングテーマ                                                                | 2017年         |
| そしてパレードは続く                 | 「LiSA iS SPiNNS ALWAYS」テーマソング                                                                            | 2017年         |
| だってアタシのヒーロー。             | 読売テレビ・日本テレビ系テレビアニメ『僕のヒーローアカデミア』第2期第2クールエンディングテーマ                   | 2017年         |
| ASH                                  | テレビアニメ『Fate/Apocrypha』2ndクールオープニングテーマ                                                        | 2017年         |
| Thrill, Risk, Heartless              | PS4・Xbox One・Steam用ゲーム『ソードアート・オンライン フェイタル・バレット』主題歌                              | 2018年         |
| ハローグッデイ                       | マルイオリジナルアニメ『猫がくれたまぁるいしあわせ』TVCM テーマ曲                                                | 2018年         |
| ADAMAS                               | テレビアニメ『ソードアート・オンライン アリシゼーション』第1クールオープニングテーマ                             | 2018年         |
| 赤い罠(who loves it?)                | TBS系テレビ『COUNT DOWN TV』2018年12月 - 2019年1月度オープニングテーマ                                           | 2018年         |
| 紅蓮華                               | テレビアニメ『鬼滅の刃』オープニングテーマ                                                                       | 2019年         |
| やくそくのうた                       | 2019年 代々木アニメーション学院 「鍛える 勇気ごと」TVCM テーマ曲                                                 | 2019年         |
| unlasting                            | テレビアニメ『ソードアート・オンライン アリシゼーション War of Underworld』エンディングテーマ                    | 2019年         |
| ハウル                               | TBS系テレビ「SUPER SOCCER」2019年12月・2020年1月期エンディングテーマ                                             | 2019年・2020年 |
| マコトシヤカ                         | CBCテレビ・CBCラジオ 中日ドラゴンズ応援テーマソング                                                              | 2020年         |
| 晴レ舞台                             | テレビアニメ『アニ×パラ〜あなたのヒーローは誰ですか〜』Episode10テーマソング                                     | 2020年         |
| 愛錠                                 | 東海テレビ・フジテレビ系「オトナの土ドラ」枠ドラマ『13 (サーティーン)』主題歌                                    | 2020年         |
| 炎                                   | 映画『劇場版 鬼滅の刃 無限列車編』主題歌                                                                         | 2020年         |
| play the world! feat.PABLO           | レインボーシックス Japan Championship 2020 テーマソング                                                          | 2020年         |
| cancellation                         | ゲーム『百鬼異聞録〜妖怪カードバトル〜』コンセプトソング                                                         | 2020年         |
| 再会 (produced by Ayase)             | ソニー ヘッドホン「1000Xシリーズ」CMソング                                                                       | 2020年         |
| BEAUTIFUL WORLD                      | 映画『チャロの囀り』主題歌                                                                                       | 2021年         |
| dawn                                 | テレビアニメ『バック・アロウ』第1クールオープニングテーマ                                                        | 2021年         |
| サプライズ                           | 映画『夏への扉 -キミのいる未来へ-』主題歌                                                                        | 2021年         |
| Another Great Day!!                  | 映画『地獄の花園』主題歌                                                                                         | 2021年         |
| RUNAWAY                              | サントリー ZONe Ver.2.0.0『無敵のゾーンへ。 LiSA in the ZONe』篇 CMソング                                        | 2021年         |
| HADASHi NO STEP                      | TBS系火曜ドラマ『プロミス・シンデレラ』主題歌                                                                    | 2021年         |
| GL                                   | 『NARS cosmetics』2021年秋リップアイテム キャンペーンソング                                                      | 2021年         |
| 往け                                 | 劇場版『ソードアート・オンライン -プログレッシブ- 星なき夜のアリア』主題歌                                       | 2021年         |
| 明け星                               | テレビアニメ『鬼滅の刃』無限列車編オープニングテーマ                                                             | 2021年         |
| 白銀                                 | テレビアニメ『鬼滅の刃』無限列車編エンディングテーマ                                                             | 2021年         |
| シフクノトキ                         | カバヤ食品「ピュアラルグミ pina!パイン」CFソング                                                                 | 2022年         |
| 一斉ノ喝采                           | ABEMA・テレビ朝日 共同製作「FIFA ワールドカップ カタール2022」番組公式テーマソング                               | 2022年         |
| 土曜日のわたしたちは                 | 日本テレビ系情報番組「ズームインサタデー」テーマソング                                                           | 2022年         |
| NEW ME                               | 「LiSA オリジナル・ドキュメンタリー番組「Another Great Day」テーマソング                                         | 2022年         |
| REALiZE                              | 映画『スパイダーマン:アクロス・ザ・スパイダーバース』日本語吹き替え版主題歌                                      | 2023年         |
| Shouted Serenade                     | テレビアニメ『魔法科高校の劣等生 第3シーズン』オープニングテーマ                                                 | 2024年         |
| HELLO WORLD                          | ソニー デジタル一眼カメラ『α7C II』Web CMソング                                                                  | 2024年         |
| 拝啓、わたしへ                       | 『中日ビル』開業記念イメージソング                                                                               | 2024年         |
| ブラックボックス                     | テレビアニメ『NieR:Automata Ver1.1a』第2クールオープニングテーマ                                                 | 2024年         |
| MAKE A MiRACLE                       | 『BOAT RACE 2024』CMソング                                                                                       | 2024年         |
| QUEEN                                | テレビアニメ『シャングリラ・フロンティア』2nd seasonオープニングテーマ                                           | 2024年         |
| ReawakeR (feat. Felix of Stray Kids) | テレビアニメ『俺だけレベルアップな件 Season 2 -Arise from the Shadow-』オープニングテーマ                        | 2025年         |
| 残酷な夜に輝け                       | 劇場版『鬼滅の刃 無限城編 第一章 猗窩座再来』主題歌                                                              | 2025年         |

## ライブ

### LiVE is Smile Always ／ Another Great Day
ワンマンライブではLiSAの文字をそれぞれ頭文字にした、「LiVE is Smile Always」からタイトルがネーミングされ、ライブによってその後のタイトルが変化する。

### リアルLiSAッ子祭
FC「リサラボっ。」で開催しているファンクラブイベント「リアルLiSAッ子祭」
| 年     | タイトル                                       | 講演                                            | 会場                                                         |
| ------ | ---------------------------------------------- | ----------------------------------------------- | ------------------------------------------------------------ |
| 2011年 | リアルLiSAッ子祭                               | 昼の部 夜の部                                   | 原宿アストロホール                                           |
| 2012年 | リアルLiSAッ子祭〜ちょこちょこっ〜             | 昼の部 夜の部                                   | 渋谷WWW                                                      |
| 2013年 | リアルLiSAッ子祭〜ちょこちょこちょこっ〜       | 昼の部 夜の部                                   | 新宿BLAZE                                                    |
| 2013年 | リアルLiSAッ子祭 in 台北                       |                                                 | 河岸留言西門紅樓展演館                                       |
| 2014年 | リアルLiSAッ子祭〜ちょこちょこちょこちょこっ〜 | 昼の部 夜の部                                   | TSUTAYA O-WEST                                               |
| 2015年 | リアルLiSAッ子祭〜ちょこ×5っ〜                 | 昼の部 夜の部                                   | 恵比寿LIQUIDROOM                                             |
| 2016年 | リアルLiSAッ子祭〜ちょこ×6っ〜                 | 東京 昼の部 東京 夜の部 大阪 昼の部 大阪 夜の部 | 恵比寿LIQUIDROOM 梅田amHALL                                  |
| 2017年 | リアルLiSAッ子祭〜ちょこ×7っ〜                 | 名古屋 大阪 東京                                | 名古屋ダイアモンドホール 梅田クラブクアトロ 恵比寿LIQUIDROOM |
| 2018年 | LADiES & GENTLEMEN〜秘蜜の花園〜#1             | LADiES DAY(女性限定) GENTLEMEN DAY(男性限定)    | 東京キネマ倶楽部                                             |
| 2023年 | FC LiSA LAB Presents〜FUN&FANFARE〜            | 8月22日                                         | Zepp Haneda (TOKYO)                                          |

### 有料オンラインライブ
| 日付           | タイトル        |
| -------------- | --------------- |
| 2020年12月12日 | ONLiNE LEO-NiNE |

### フルバンドフリーライブ
CDリリースイベント含む
| 年     | タイトル                    | 公演規模・会場                             |
| ------ | --------------------------- | ------------------------------------------ |
| 2018年 | LiVE in Smilepark Allfree!! | 千葉・セブンパーク アリオ柏 スマイルパーク |

### フェスティバル・出演イベント・他
2010年
- KSL Live World 2010 ― way to the Kud-Wafter ―（Girls Dead Monster名義）（5月21日～5月22日 ディファ有明）
- Animelo Summer Live 2010 -evolution-（Girls Dead Monster名義）（8月28日 さいたまスーパーアリーナ）
- リスアニ！LIVE 2010（Girls Dead Monster名義）（12月19日 東京国際フォーラム・ホールA）

2011年
- INTERNET INDEPENDENT MUSIC LIVE FES(3月6日 品川ステラボール)
- リスアニ！CIRCUIT Vol.01(7月8日 SHIBUYA-AX)
- @JAM2011(11月3日 新木場COAST)
- AFA 2011(11月11日-13日 シンガポール)
- リスアニ！LIVE 2011(12月4日 日本武道館)

2012年
- 流行櫻楽“JAPAN ANIME　ROCK CONVENTION”(5月12日 上海MAO)
- Anime Expo 2012(7月1日 アメリカ・ロサンゼルスHall G)
- TYPE-MOON Fes. -10th ANNIVERSARY EVENT- (7月7日 パシフィコ横浜)
- スクランブる!? -The Live Show-(7月16日 品川ステラボール)
- ビジュアルアーツ大感謝祭 「Shift:NEXT →Generation!」 -きみとかなでるあしたへのうた- (7月29日 横浜アリーナ)
- めざましライブ2012 (8月8日 お台場合衆国MY BEATスタジアム)
- Animelo Summer Live 2012 -INFINITY∞- (8月25日 さいたまスーパーアリーナ)
- Anime Festival Asia INDONESIA 2012(9月1-2日 ジャカルタ)
- ASCII MEDIA WORKS 20th Anniversary DENGEKI MUSIC LIVE!!（10月20日 幕張メッセ・イベントホール）
- Anime Festival Asia 2012(11月10日 シンガポール)

2013年
- リスアニ！LIVE 3(1月26日 日本武道館)
- アニうたKITAKYUSHU×A3 2013(3月16日 北九州メディアドーム)
- めざましライブ2013 (8月10日 お台場合衆国OpenSummerスタジアム)
- Animelo Summer Live 2013 -FLAG NINE- (8月24日 さいたまスーパーアリーナ)
- NITRO SUPER SONIC 2013 (9月21日 東京国際フォーラム ホールA)
- Anime Festival Asia 2013(11月8-10日 シンガポール)
- ANIMAX MUSIX 2013 supported by スカパー!（11月24日 横浜アリーナ）
- COUNTDOWN JAPAN 13/14(※じん feat. LiSA名義で出演) (12月30日 幕張メッセ国際展示場)

2014年
- リスアニ！LIVE 4 (1月26日 日本武道館)
- 氣志團現象2014「極東ロックンロール・ハイスクール 第弍章」 (3月17日 SHIBUYA-AX)
- めざましライブ2014 (8月8日 お台場新大陸GreatSummerスタジアム)
- AFA Indonesia 2014 X LiSA Special Event in Jakarta(8月23日 ジャカルタ)
- Animelo Summer Live 2014 -ONENESS- (8月31日 さいたまスーパーアリーナ)
- TREASURE05X 2014 SECOND SEASON GET STARTED (9月7日 ラグーナビーチ)
- きたまえ↑札幌☆マンガ・アニメフェスティバル2014(9月14日 札幌芸術の森野外ステージ)
- J POP Signature in Bangkok 2014(11月15日 タイ)
- Act Against AIDS 2014 in SENDAI(11月30日 仙台Rensa)
- Anime Festival Asia 2014(12月6日 シンガポール)
- COUNTDOWN JAPAN 14/15 (12月28日 幕張メッセ国際展示場)

2015年
- リスアニ！LIVE-5 (1月25日 日本武道館)
- GO LIVE SPRING EXTRA(3月23日 EX THEATER ROPPONGI)
- Anime Boston(4月3日 ボストン)
- めざましライブ2015 (8月7日 お台場新大陸SUMMER GATEスタジアム)
- ROCK IN JAPAN FESTIVAL 2015 (8月9日 国営ひたち海浜公園)
- テレビ朝日・六本木ヒルズ 夏祭り SUMMER STATION (8月12日 六本木ヒルズアリーナ)
- Animelo Summer Live 2015 -THE GATE- (8月28日 さいたまスーパーアリーナ)
- TREASURE05X 2015 -rising force !-(9月6日 ラグーナビーチ)
- 氣志團万博2015 〜房総！抗争！天下無双！妄想！狂騒！大暴走！〜 (9月20日 袖ケ浦海浜公園)
- Anime Festival Asia INDONESIA 2015(9月26日 ジャカルタ)
- COUNTDOWN JAPAN 15/16 (12月28日 幕張メッセ国際展示場)

2016年
- リスアニ！LIVE 2016 (1月24日 日本武道館)
- uP!!! presents MUSIC SHOWER チュートリアルの徳ダネ福キタル♪SPECIAL LIVE Vol.2(2月20日 豊洲PIT)
- Penang Anime Matsuri 2016 – Magical Summer!(5月21日 マレーシア)
- めざましライブ2016 (8月7日 お台場みんなの夢大陸GOLD SUMMERスタジアム)
- ROCK IN JAPAN FESTIVAL 2016 (8月14日 国営ひたち海浜公園)
- SUMMER SONIC 2016 (8月20日 QVCマリンフィールド＆幕張メッセ レインボーステージ)
- Animelo Summer Live 2016 -刻 TOKI- (8月27日 さいたまスーパーアリーナ)
- TREASURE05X 2016 -miracle waves- (9月3日 ラグーナビーチ)
- ど夜中フェス!! (10月7日 フジテレビ)
- T-SPOOK (10月29日 青海R地区 特設ステージ)
- ROCK FRIENDS (11月12日 ZeppTokyo)
- FM802 ROCK FESTIVAL RADIO CRAZY 2016 (12月27日 インテックス大阪)
- COUNTDOWN JAPAN 16/17 (12月29日 幕張メッセ国際展示場)

2017年
- リスアニ！LIVE 2017 (1月27日 日本武道館)
- ピコ太郎 PPAPPT in 日本武道館（3月6日 日本武道館）
- MUSIC THEATER 2017（5月27、28日 さいたまスーパーアリーナ）
- DEAD POP FESTiVAL（7月2日 川崎市東扇島東公園特設会場）
- NUMBER SHOT 2017（7月22日 海の中道海浜公園野外劇場）
- BILIBILI MACRO LINK (7月23日 上海メルセデス・ベンツ文化センター)
- Fate/Grand Order Fes. 2017 〜2nd Anniversary〜(7月29日 幕張メッセ国際展示場)
- ROCK KIDS 802-OCHIKEN Goes ON!!-SPECIAL LIVE HIGH! HIGH! HIGH! (8月1日 大阪城ホール)
- ROCK IN JAPAN FESTIVAL 2017 （8月5日 国営ひたち海浜公園）
- RISING SUN ROCK FESTIVAL 2017 in EZO (8月11日 石狩湾新港樽川ふ頭横野外特設ステージ)
- Animelo Summer Live 2017 -THE CARD-（8月27日 さいたまスーパーアリーナ）
- めざましライブ2017 (8月28日 お台場みんなの夢大陸HOT SUMMERスタジアム)
- TREASURE05X 2017-MARCH OF TIME- (9月3日 ラグーナビーチ)
- 氣志團万博2017〜房総与太郎爆音マシマシ、ロックンロールチョモランマ〜 (9月16日 袖ケ浦海浜公園)
- ABU TV ソング・フェスティバル (11月1日 中国・成都)
- NHK WORLD presents SONGS OF TOKYO(11月26日 東京都 NHKホール)
- COUNTDOWN JAPAN 17/18(12月28日 千葉県 幕張メッセ国際展示場1〜11ホール / 幕張イベントホール)

2018年
- DENGEKI 25th Anniversary DENGEKI MUSIC LIVE!! 2018（1月8日 幕張メッセ・イベントホール）
- ANIMAX MUSIX 2018 OSAKA（3月3日 大阪城ホール）シークレットゲスト
- AnimeJapan 2018「SACRA MUSIC LIVE STAGE」（3月24日 東京ビッグサイト）
- マチ☆アソビ presemts 唄の降る夜 -第二夜-（5月3日 徳島県文化の森総合公園内「野外劇場」）
- THE ORAL CIGARETTES「ReI project coupling tour〜Piggybacking Together〜」＠Zepp Nagoya （6月4日 Zepp Nagoya）
- Fate/Grand Order Fes. 2018 〜3rd Anniversary〜 (7月28日 幕張メッセ国際展示場)
- ROCK IN JAPAN FESTIVAL 2018（8月4日 国営ひたち海浜公園）
- TREASURE05X 2018-HEARTS OF THE TREASURE- (9月8日 ラグーナビーチ)
- 氣志團万博2018〜房総爆音爆勝宣言〜 (9月16日 袖ケ浦海浜公園)
- テレビ朝日ドリームフェスティバル2018 (9月17日 幕張メッセ国際展示場)
- MERRY ROCK PARADE 2018 (12月23日 ポートメッセなごや1〜3号館)
- COUNTDOWN JAPAN 18/19 (12月28日 千葉県 幕張メッセ国際展示場1〜11ホール / 幕張イベントホール)

2019年
- リスアニ！LIVE 2019 (1月25日 日本武道館)
- SawanoHiroyuki[nZk] LIVE “R∃/MEMBER” (3月7日 豊洲PIT)
- SUPER BEAVER『都会のラクダ “ホール＆ライブハウス” TOUR 2019〜立ちと座りと、ラクダ放題〜』 (3月13日 ZeppTokyo)
- AnimeJapan 2019「OASIS GREEN STAGE」（3月24日 東京ビッグサイト）
- 東京スカパラダイスオーケストラ『30th Anniversary Tour「Traveling Ska JAMboree」』 (5月11日 新潟LOTS)
- SACRA MUSIC FES.2019 –NEW GENERATION– Day2 （5月19日 千葉 幕張メッセ）シークレットゲスト
- UNISON SQUARE GARDEN「fun time HOLIDAY 7」（6月19日 Zepp Nagoya）
- ROCK IN JAPAN FESTIVAL 2019 （8月3日 国営ひたち海浜公園）
- RISING SUN ROCK FESTIVAL 2019 in EZO (8月17日 石狩湾新港樽川ふ頭横野外特設ステージ)
- Thank you, ROCK BANDS! 〜UNISON SQUARE GARDEN 15th Anniversary Tribute Live〜 (8月28日 新木場 STUDIO COAST)

2020年
- リスアニ！LIVE 2020 (2月9日 幕張メッセ　イベントホール)
- THE EYEWALL NiGHT vol.2 (2月23日 福岡国際センター)
- カローラ福岡 Presents NUMBER SHOT 2020（7月18日 海の中道海浜公園）（中止）
- ROCK IN JAPAN FESTIVAL 2020 （8月8-10日 国営ひたち海浜公園）（中止）
- Fate/Grand Order Fes. 2020 in TOKYO DOME 〜5th Anniversary〜 (8月10日 東京ドーム) （中止）

2021年
- ROOMIC FESTIVAL（2月8日 オンライン生配信）
- ROCK IN JAPAN FESTIVAL 2021 （8月15日 国営ひたち海浜公園）（中止）

2022年
- ソードアート・オンライン -フルダイブ- （11月6日 東京ガーデンシアター）シークレットゲスト

## 出演

### 地上波番組
- LiSA Special Program LiSA is Smile Always（2011年9月29日、TOKYO MX、ドキュメンタリー特番）[143]
- ROOMIC〜room of music〜（2020年1月4日 - 、中京テレビ、不定期放送） - MC

### NHK紅白歌合戦出場歴
| 年度   | 放送回 | 回 | 曲目                             | 出演順 | 対戦相手         | 備考             |
| ------ | ------ | -- | -------------------------------- | ------ | ---------------- | ---------------- |
| 2019年 | 第70回 | 初 | 紅蓮華                           | 7/21   | 三浦大知         |                  |
| 2020年 | 第71回 | 2  | アニメ「鬼滅の刃」紅白SPメドレー | 14/21  | Official髭男dism | 特別企画にも参加 |
| 2021年 | 第72回 | 3  | 明け星                           | 1/21   | 郷ひろみ         | トップバッター   |
| 2021年 | 第72回 | 3  | 炎                               | -      | なし             | 特別企画         |

### CS放送
- LiVE is Smile Always ～i SCREAM～（2024年6月22日、TBSチャンネル1）- 2024年4月20日に日本武道館で行われたソロデビュー13周年公演の全曲ノーカット映像とライブに至るまでの約40分に及ぶ番組限定の密着映像を放送[144]。

### インターネット番組
- LiSA TV（2015年 - 2018年5月、Crunchyroll・エンタメステーション）
- 古坂大魔王&LiSAのカツアゲ!（2016年6月7日 - 2017年3月7日、AbemaTV） - MC[145]
- シークレットラボっ。/ SECRET LAB.（2016年9月29日 - 、LiSAオフィシャルファンクラブ「リサラボっ。」限定）
- 古坂大魔王の原石が出るTV（2017年4月4日 - 9月26日、AbemaTV） - MC

### ラジオ
- 『SCHOOL OF LOCK!』内「LiSA LOCKS!」（2017年4月3日 - 2023年3月29日、JFN系列、毎週水曜 23:08 - 23:25[注 5][注 6]）[148]

### 吹き替え
- 怪盗グルーシリーズ
  - ミニオンズ（2015年7月31日、東宝東和） - マージ・ネルソン 役
  - 怪盗グルーのミニオン大脱走（2017年7月21日、東宝東和） - ビーチガール 役
  - ミニオンズ フィーバー（2022年7月15日、東宝東和） - 窓口女性 役[149]
  - 怪盗グルーのミニオン超変身（2024年7月19日、東宝東和） - キャット・オーナー 役[150]

### ナレーション
- 青春舞台2018（2018年9月5日 - 9月9日、NHK教育） - 全3回[151]

### CM
- ソニー
  - THE FIRST TAKE LiSA編:WH-1000XM4（2020年8月）
  - THE FIRST TAKE LiSA × Uru編:WF-1000XM3（2020年10月）
  - α7C II（2023年10月）※ Web限定
- サントリー ZONe Ver.2.0.0『無敵のゾーンへ。 LiSA in the ZONe』篇（2021年6月）
- カバヤ「ピュアラルグミ」（2022年6月 - 9月）※ Web限定
- リクルート SUUMO「LiSA編」（2023年2月）※ Web限定

## 書籍

### 写真集
|     | 発売日         | タイトル                                           | 商品コード             |
| --- | -------------- | -------------------------------------------------- | ---------------------- |
| 1st | 2013年11月22日 | LiSA 今日もいい日だっ                              | ISBN 978-4-7897-3597-1 |
| 2nd | 2015年10月20日 | LiSA トラベル・フォトブック 『BRiGHT FLiGHT@ASiA』 | ISBN 978-4-7897-3651-0 |
| 3rd | 2016年11月4日  | ヴィジュアル・フォトブック the Sun & the Moon      |                        |
| 4th | 2017年6月17日  | LiSAぴあ                                           | ISBN 978-4-8356-3217-9 |

### オリジナルブック
- りさのことば（2024年4月）
  - オフィシャルブログ「今日もいい日だっ」で過去にエントリーしたブログ記事や沖縄での新規撮り下ろし写真、最新ツアーのライブフォトなどを収録したオリジナルブックシリーズ『xLiSAxBOOKx』プロデュースの書籍。ソニー・ミュージックアーティスツ公式通販サイト「ROCKET-EXPRESS」及び 日本武道館公演『LiVE is Smile Always～i SCREAM～』会場限定販売[152]。

### 雑誌連載
- LiSAの「今日もいい日だ」コンプティーク出張版の巻っ（2012年2月号 - 、コンプティーク） - コラム[153]
- LiSAのおくすり出しておきましたっ！（リスアニ！Vol.23 - 、リスアニ！） - コラム[154]

## 受賞
| 年     | 大賞名                               | 賞名 部門名                           | 順位 楽曲タイトル              |
| ------ | ------------------------------------ | ------------------------------------- | ------------------------------ |
| 2017年 | 第1回ライブファンズ大賞2016          | みんなで選ぶベストライブ 女性ソロ部門 | 3位                            |
| 2018年 | 第2回ライブファンズ大賞2017          | みんなで選ぶベストライブ 女性ソロ部門 | 1位                            |
| 2019年 | 平成アニソン大賞                     | 作品賞2010 - 2019年                   | 「Catch the Moment」           |
| 2019年 | 平成アニソン大賞                     | アーティストソング賞2010 - 2019年     | 「Rising Hope」                |
| 2019年 | 令和元年アニソン大賞                 | アニソン大賞                          | 「紅蓮華」                     |
| 2019年 | ニュータイプアニメアワード           | 2018 - 2019主題歌賞                   | 「紅蓮華」                     |
| 2019年 | WEIBO Account Festival in Japan 2019 | アニソンロックシンガー賞              |                                |
| 2020年 | 第34回日本ゴールドディスク大賞       | ベスト5ソング・バイ・ダウンロード     | 「紅蓮華」                     |
| 2020年 | Billboard JAPAN MUSIC AWARDS 2020    | Hot Animation of the Year 2020        | 「紅蓮華」                     |
| 2020年 | Billboard JAPAN MUSIC AWARDS 2020    | Download Songs of the Year 2020       | 「紅蓮華」                     |
| 2020年 | MTV Video Music Awards Japan         | 最優秀コラボレーションビデオ賞        | 「play the world! feat.PABLO」 |
| 2020年 | VOGUE JAPAN WOMEN OF THE YEAR 2020   | WOMEN OF THE YEAR 2020                |                                |
| 2020年 | 令和2年アニソン大賞                  | アニソン大賞                          | 「炎」                         |
| 2020年 | 第62回日本レコード大賞               | 優秀作品賞                            | 「炎」                         |
| 2020年 | 第62回日本レコード大賞               | 日本レコード大賞                      | 「炎」                         |
| 2021年 | SPACE SHOWER MUSIC AWARDS 2021       | BEST MOVIE SONG                       | 「炎」                         |
| 2021年 | Billboard JAPAN MUSIC AWARDS 2021    | Hot Animation of the Year 2021        | 「炎」                         |
| 2021年 | 第35回日本ゴールドディスク大賞       | ベスト5ソング・バイ・ダウンロード     | 「炎」                         |
| 2021年 | 第35回日本ゴールドディスク大賞       | ベスト5ソング・バイ・ストリーミング   | 「炎」                         |
| 2021年 | 第35回日本ゴールドディスク大賞       | 特別賞                                |                                |
| 2021年 | 第13回CDショップ大賞 2021            | 入賞                                  | 『LEO-NiNE』                   |
| 2021年 | 2021年JASRAC賞                       | 金賞                                  | 「紅蓮華」                     |
| 2021年 | 第63回日本レコード大賞               | 優秀作品賞                            | 「明け星」                     |
| 2022年 | ニュータイプアニメアワード           | 2020 - 2021主題歌賞                   | 「炎」                         |
| 2022年 | 第6回クランチロール・アニメアワード  | 最優秀エンディング賞                  | 「白銀」                       |

### ユニットメンバー
1. ↑  
  - 多田葵
  - 川田まみ
  - 島みやえい子
  - KOTOKO
  - 詩月カオリ
  - 茶太
  - Rita
  - Lia
2. ↑  
  - アイドルマスター
    - 中村繪里子
    - 山崎はるか
    - 大橋彩香

  - 藍井エイル
  - アフィリア・サーガ
  - angela
  - いとうかなこ
  - Wake Up, Girls!
  - 小野賢章
  - OLDCODEX
  - 喜多村英梨
  - GRANRODEO
  - 栗林みな実
  - 黒崎真音
  - ZAQ
  - JAM Project
  - sweet ARMS
  - 鈴木このみ
  - STAR☆ANIS
  - 谷本貴義
  - 田村ゆかり
  - 茅原実里
  - T.M.Revolution
  - 仲谷明香
  - 流田Project
  - 橋本仁
  - fhána
  - petit milady
  - FLOW
  - 堀江由衣
  - 三澤紗千香
  - 水樹奈々
  - 三森すずこ
  - 宮野真守
  - μ's
  - May'n
  - ゆいかおり
  - 悠木碧
  - 吉田仁美
  - 和田光司
3. ↑  
  - 相坂優歌
  - 藍井エイル
  - 蒼井翔太
  - every♥ing!
  - 大橋彩香
  - 黒崎真音
  - GRANRODEO
  - SCREEN mode
  - 鈴木このみ
  - 早見沙織
  - 三森すずこ